# Mike Simpson

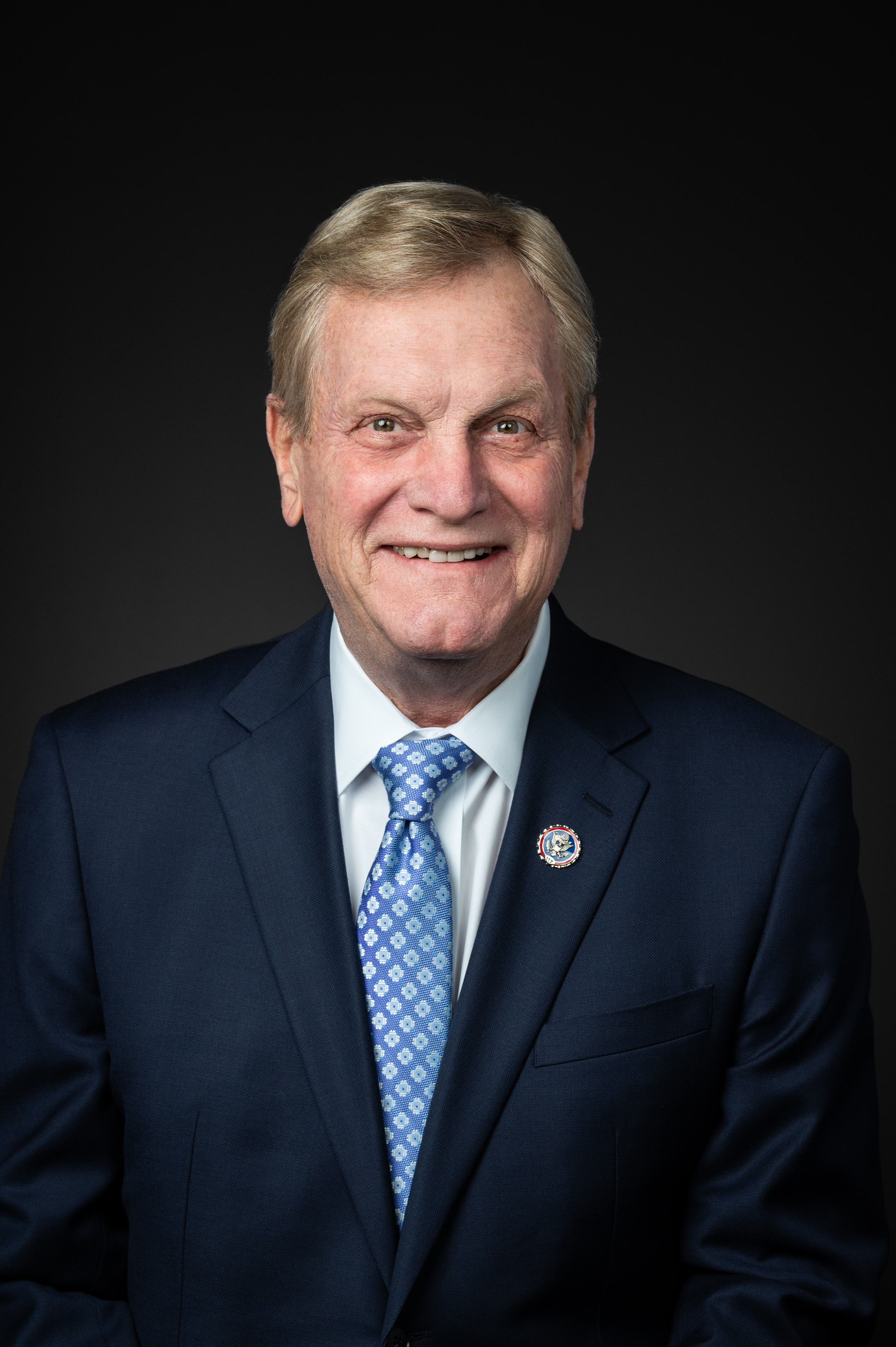
Mike Simpson (2022)

Michael Keith „Mike“ Simpson (* 8. September 1950 in Burley, Idaho) ist ein US-amerikanischer Politiker der Republikanischen Partei. Seit 1999 vertritt er den zweiten Distrikt des Bundesstaats Idaho im US-Repräsentantenhaus.

## Werdegang
Mike Simpson besuchte bis 1968 die Blackfoot High School. Danach studierte er bis 1972 an der Utah State University. Es folgte ein Studium an der Washington University School of Dental Medicine in St. Louis, wo er 1978 seinen Abschluss in Zahnmedizin als D.M.D. machte. Danach arbeitete gemeinsam mit seinem Vater und seinem Onkel in der Familienzahnarztpraxis in Blackfoot als Zahnarzt.
Mike Simpson ist seit über 50 Jahren mit seiner Frau Kathy verheiratet und lebt privat in Idaho Falls.

## Politische Laufbahn
Mike Simpson wurde Mitglied der Republikanischen Partei. Zwischen 1984 und 1998 war er Abgeordneter im Repräsentantenhaus von Idaho; seit 1993 war er als Nachfolger von Tom Boyd Präsident des Hauses.
Simpson setzte sich bei den Wahlen 1998 für den zweiten Kongresswahlbezirk Idahos, am 3. November, mit 52,5 zu 44,7 % der Stimmen gegen den Demokraten Richard H. Stallings, sowie gegen Jonathan Bradford Ratner durch. Er folgte damit wo am 3. Januar 1999 auf Mike Crapo, der in den Senat wechselte. Nachdem er bei allen folgenden zwölf Wahlen zwischen 2000 und 2022, jeweils bestätigt wurde, kann er sein Mandat bis heute ausüben. Er wurde danach immer mit mehr als 60 % der Stimmen wiedergewählt. Sein bestes Ergebnis erzielte er bei den Wahlen 2008 mit 70,9 %, und das schlechteste Wiederwahlergebnis hatte er im Jahr 2018 mit 60,7 % der Stimmen. 2024 wurde er für wiedergewählt und gehört in seiner vierzehnten Legislaturperiode dem Repräsentantenhaus des 119. Kongresses an.

### Ausschüsse
Aderholt ist aktuell Mitglied in folgenden Ausschüssen des Repräsentantenhauses:
- Committee on Appropriations
  - Energy and Water Development, and Related Agencies
  - Interior, Environment, and Related Agencies
  - Labor, Health and Human Services, Education, and Related Agencies

Vormals gehörte er auch dem Haushaltsausschuss an. Als Zahnarzt vertritt er auch die Interessen des amerikanischen Zahnarztverbandes im Kongress. Er gilt als konservativ. Trotzdem stimmte er bei einigen innenpolitischen Themen öfter gegen die offizielle Parteidoktrin.